# Georges Saulo
Pour les articles homonymes, voir Saulo.
Georges Saulo né à Angers le 16 septembre 1865 et mort à Paris le 28 janvier 1945 est un sculpteur français.
Il est le père du sculpteur Maurice Saulo (1901-1963).

## Biographie
Georges Ernest Saulo voit le jour le 16 septembre 1865 à Angers dans le quartier du quai Ligny, situé entre la Maine et le château d'Angers. Après des études artistiques, notamment à l'École des beaux-arts d'Angers, il s'oriente vers la sculpture. Pensionnaire de sa ville natale, il est admis à l'École des beaux-arts de Paris dans l'atelier de Jules Cavelier. Il est également élève de Louis Auguste Roubaud (1828-1906). 
Georges Saulo expose au Salon des artistes français à partir de 1885 et au Salon de Rouen en 1896.
Il réalise la plupart de ses œuvres dans son atelier angevin ou à Paris, ses bronzes sont notamment fondus par la fonderie Susse.
Saulo conçoit des œuvres monumentales, des bustes et des médaillons. Il travaille aussi bien le plâtre, que l'ivoire ou le bronze.
Il meurt le 28 janvier 1945 dans le 4e arrondissement de Paris et est inhumé à Angers au cimetière de l'Est.

## Œuvres dans les collections publiques
France
- Angers :
  - jardin des plantes : Alexandre Boreau au buste en bronze [5].
  - hôtel de ville, escalier d'honneur : Élisabeth Vigée-Lebrun, 1899, statue en marbre.
  - musée des Beaux-Arts : Élisabeth Vigée-Lebrun, 1897, statue en plâtre. Portrait présentant l'artiste au naturel, assise, pinceaux et palette à la main.
- Château-Gontier : Monument aux morts de Château-Gontier[6].
- Brive-la-Gaillarde, musée Labenche, jardin du musée : Sisyphe, 1902, statue acquise en 1917 par la Ville de Brive[7].
- Gray, musée Baron-Martin : L'Éveil, 1891, maquette en plâtre, 108 × 160 × 96 cm.
- Nancy : Le Gymnaste de la Victoire, statue en bronze offerte par USGF à la Ville de Nancy, inaugurée le 8 juin 1919 et fondue par Barbedienne[8].

Thaïlande
- Bangkok : Monument au du roi du Siam, Chulalongkorn désigné sous le nom de Rama V. Au début de l’année 1907, le roi Rama V décide de faire ériger un monument à sa gloire dans une vaste esplanade vide sur laquelle s'élèvera bientôt le parlement qui ne sera achevé qu’en 1915. Rama V embarque pour l’Europe en 1907. Chulalongkorn avait, dès le début, l’idée de faire ériger une statue équestre. Sa visite au château de Versailles, au printemps 1907, achève de le convaincre. Comme celle de Louis XIV, dont la statue trône dans la cour d’honneur du château, Rama V marquerait aussi Bangkok de son empreinte avec sa statue équestre. Rama V fait réaliser sa statue en France. À la mi-juin 1907, le souverain thaïlandais pose pour le sculpteur Georges Saulo. Le sculpteur Clovis Masson réalise le cheval[9]. La statue est fondue par la fonderie Susse.

Œuvres de Georges Saulo
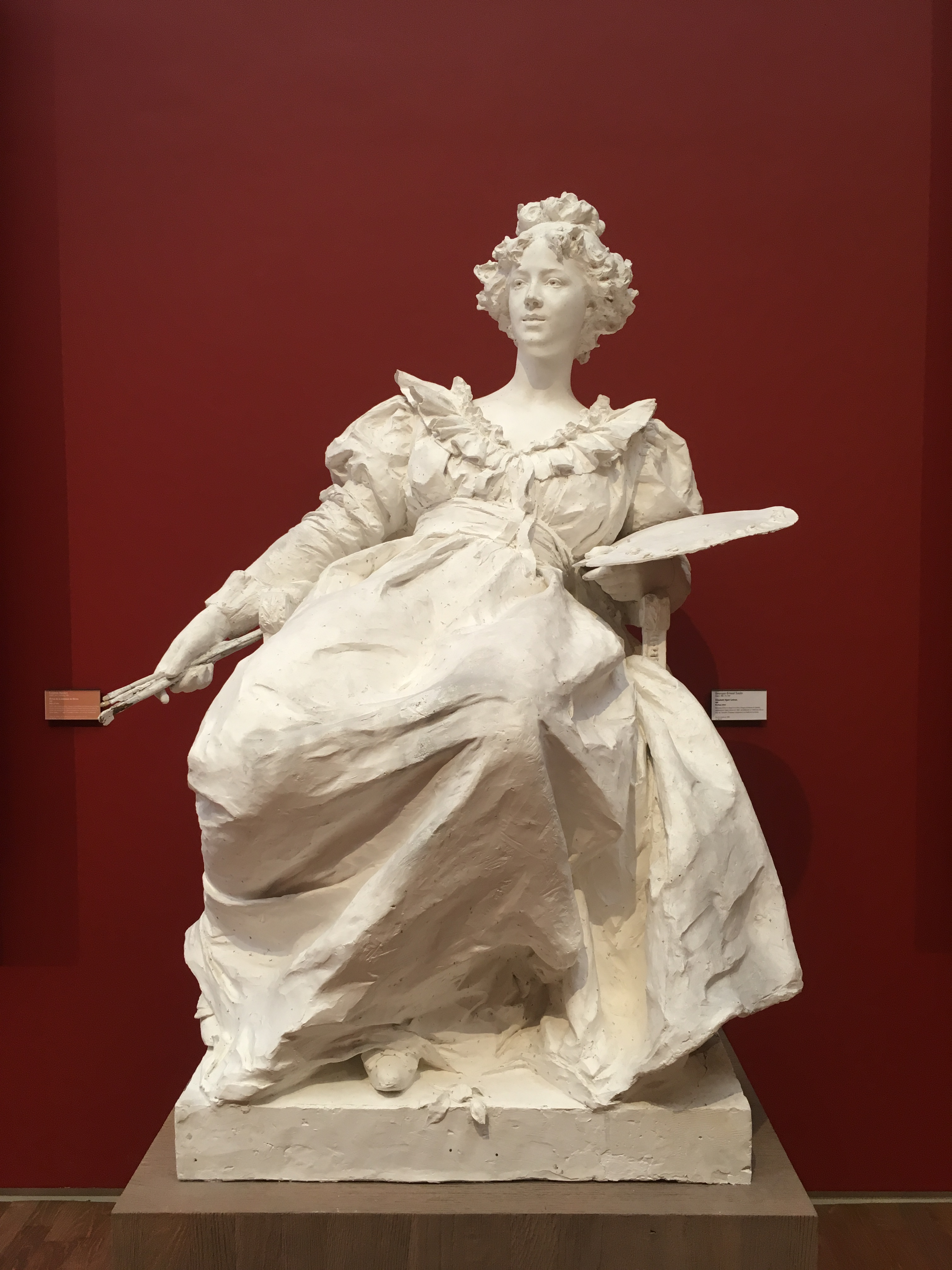
Élisabeth Vigée-Lebrun (1897), musée des Beaux-Arts d'Angers.
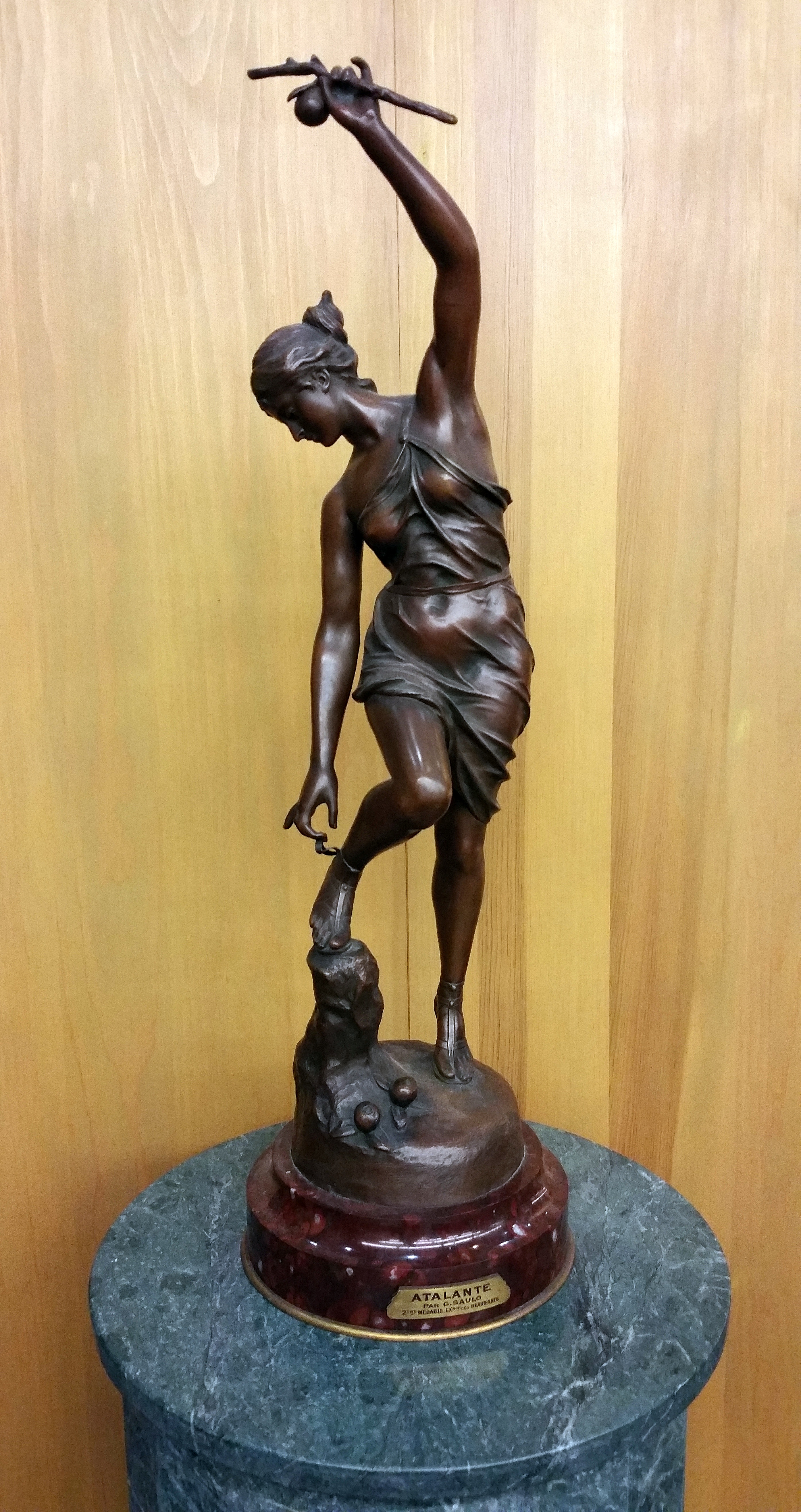
Atalante, Montréal, Université McGill, bibliothèque McLennan.
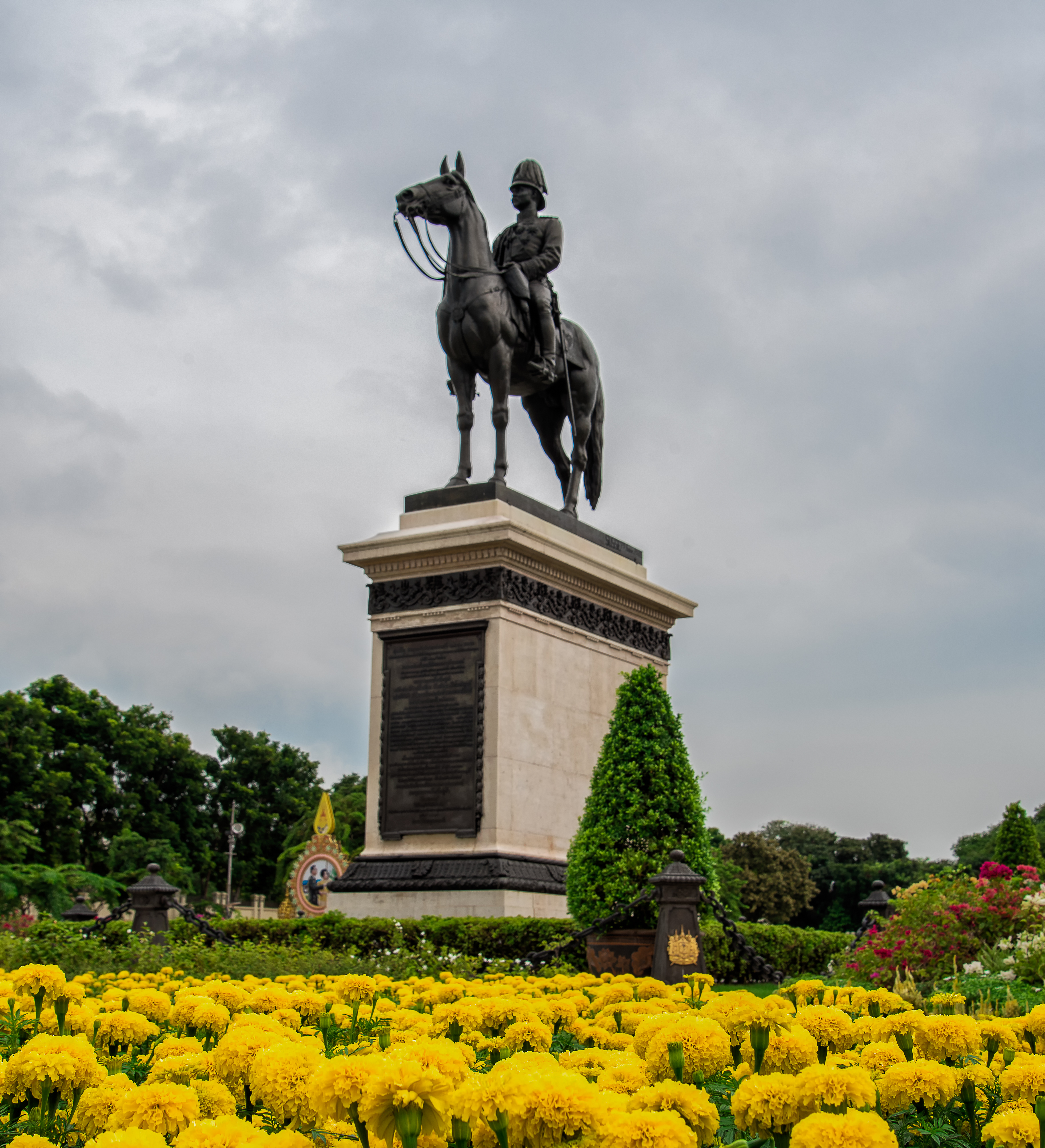
Monument du roi du Siam, Bangkok.
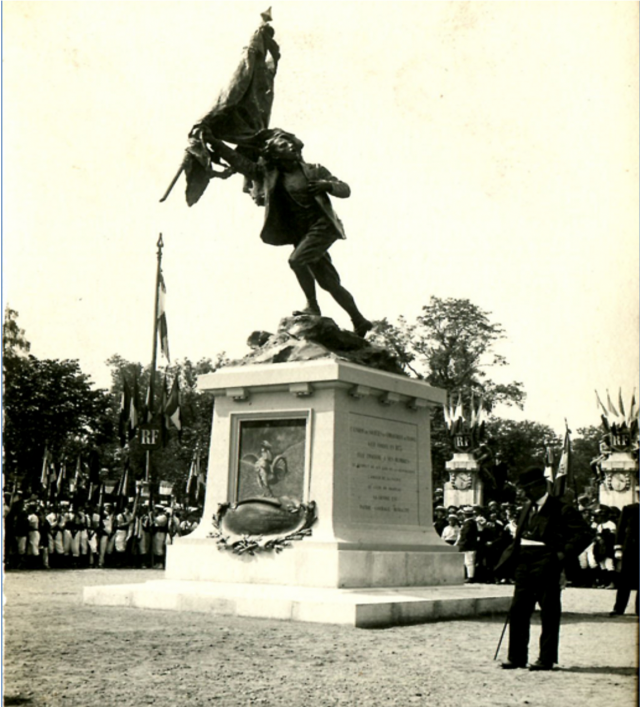
Le Gymnaste de la Victoire, inauguration du monument à Nancy, le 8 juin 1919.